# Георги Геондев
 Тази статия е за революционера от Воден.  За бизнесмена от Крушево вижте Георги Гьондов.  
Георги Геондев (на английски: George Geondeff) е български общественик и революционер, деец на Вътрешната македоно-одринска революционна организация, емигрантски деец в Съединените американски щати.

## Биография
Роден е на 21 ноември 1879 година в южномакедонския град Воден, тогава в Османската империя, днес в Гърция. Привлечен е към ВМОРО в 1903 година от воденския ръководител Атанас Хлебаров. Взима участие в Илинденско-Преображенското въстание като куриер между четите на Кулиман, Стоянов и Апостол войвода през лятото на 1903 година с четата на Кара Ташо в Пожарската планина. След въстанието продължава да е в четата на Кара Ташо. В едно сражение е ранен в челото и лявата ръка. След смъртта на Кара Ташо в 1906 година, четата е поета от Кулиман.
След Младотурската революция в 1908 година Геондев се легализира във Воден, където участва в политическите борби.
След Балканската война, в която Воден попада в Гърция, Геондев емигрира в Америка и се установява в Спрингфийлд, Охайо. Член е на МПО „Солун“, на която е избиран за председател. Делегат е на конгресите на МПО.
Умира през октомври 1953 година.